# La Soledad (película)
La Soledad es una película de drama de 2016 y ópera prima del director venezolano Jorge Thielen Armand. Su estreno fue en el 73.º Festival Internacional de Cine de Venecia. Se realizó con el apoyo de la Bienal de Venecia y es una coproducción entre Venezuela, Canadá e Italia.

## Sinopsis
La inspiración para filmar La Soledad proviene de las experiencias de la infancia del director en la casa familiar de sus abuelos, en la ciudad de Caracas, Venezuela. Después de vivir años en el exterior, regresó al país para rodar en aquella casa una película que transita entre el documental y la ficción.
La casa, que es en sí un personaje, ha sido prácticamente abandonada por su familia y está a punto de desplomarse. Es ahora el hogar de unos nuevos ocupantes: Rosina, quien en otros tiempos fue empleada de los dueños, y su nieto José. Los “verdaderos propietarios” deciden demolerla y “los usurpadores” deben buscar un lugar a donde ir. El filme retrata lo que dejamos y queremos rescatar en nuestra memoria, al tiempo que revela temas medulares de la sociedad actual venezolana.

## Elenco
- José Dolores López
- Adrializ López
- Jorge Roque Thielen H.
- Marley Alvillares
- María del Carmen Agámez

## Recepción
Glenn Kenny de RogerEbert.com escribió que La Soledad era “poética y fundamentalmente devastadora”. Así mismo, Leslie Felperin de The Guardian expresó: “Este prometedor primer largometraje se abre gradualmente, como una flor nocturna fragante pero potencialmente venenosa”.
Adicionalmente, recibió la Mención Honorífica en la 4.º edición de La Casa Cine Fest y en la 48.º edición del Nashville Film Festival.

## Premios y nominaciones
| Premio                                       | Categoría                                          | Nominado(s)                                | Resultado | Referencias   |
| -------------------------------------------- | -------------------------------------------------- | ------------------------------------------ | --------- | ------------- |
| Festival Biarritz Amérique-Latine            | Prix du Syndicat Français de la critique de cinéma | Jorge Thielen Armand                       | Ganador   | [ 10 ] [ 11 ] |
| Miami International Film Festival            | Premio de la Audiencia a Mejor Película            | Jorge Thielen Armand                       | Ganador   | [ 12 ] [ 13 ] |
| Atlanta Film Festival                        | Premio del Jurado                                  | Jorge Thielen Armand                       | Ganador   | [ 14 ] [ 15 ] |
| Rhode Island International Film Festival     | Primer Premio                                      | Jorge Thielen Armand                       | Ganador   | [ 16 ]        |
| Cinema Tropical Awards                       | Mejor Ópera Prima                                  | Jorge Thielen Armand                       | Ganador   | [ 17 ]        |
| Festival Internacional de Cine de Durban     | Mejor Guion                                        | Jorge Thielen Armand, Rodrigo Michelangeli | Ganadores | [ 18 ]        |
| Festival Internacional de Cine de Durban     | Mejor Montaje                                      | Felipe Guerrero                            | Ganador   | [ 18 ]        |
| Festival de Cine Latinoamericano de La Plata | Mejor Película                                     | Jorge Thielen Armand                       | Ganador   | [ 19 ]        |
| Festival del cine venezolano                 | Mejor Ópera Prima                                  | Jorge Thielen Armand                       | Ganador   | [ 20 ]        |
| Festival del cine venezolano                 | Mejor Sonido                                       | Mario Nazoa                                | Ganador   | [ 20 ]        |